# Fédération des communautés juives de Roumanie

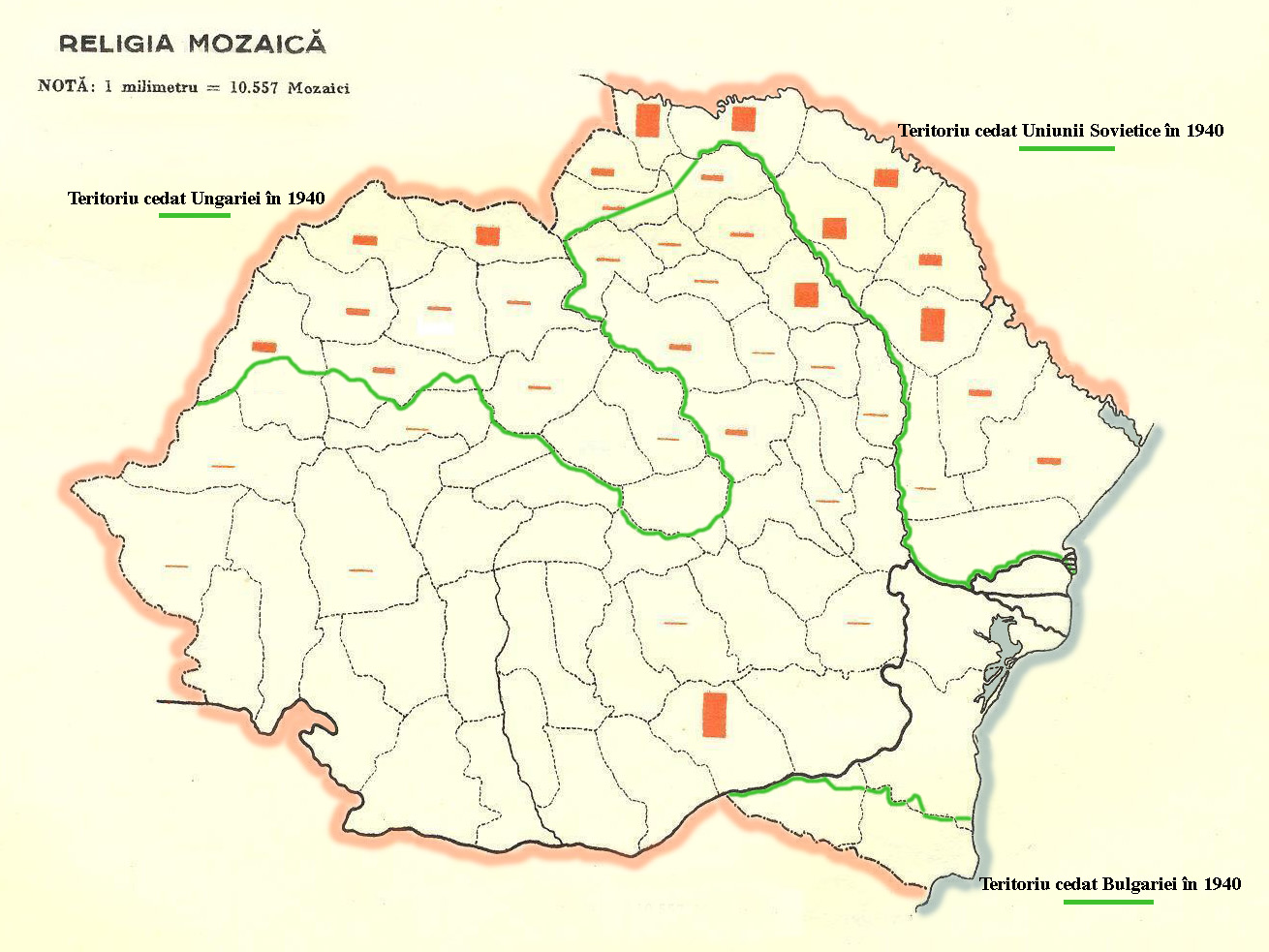
Présence des personnes de confession juives en Roumanie conformément au recensement de 1930.

La Fédération des communautés juives de Roumanie est l'organisation centrale des Juifs de Roumanie officielle depuis 1936, clandestine dans la période 1941-1944. Depuis 1990, elle bénéficie à ce titre d'un siège à la Chambre des députés, octroyé automatiquement si elle ne réussit pas à faire élire un député en dépassant le seuil électoral.

## Fondation
Le 16 février 1936, les quatre organisations juives correspondant aux anciennes entités formant la Roumanie, soit l'Ancien Royaume (territoire de la Roumanie avant 1918 : Uniunea Comunităților Evreiești din Vechiul Regat, UCEVR), la Transylvanie et le Banat (Uniunea Comunităților Evreiești din Ardeal și Banat, UCEAB), la Bucovine (Uniunea Comunităților Evreiești din Bucovina, UCEB) et la Bessarabie (Uniunea Comunităților Evreiești din Basarabia, UCEB) se fédèrent au sein de la Fédération des unions de communautés juives de Roumanie, la FUCER ( Federației Uniunilor de Comunități Evreiești din România).

## Période fasciste et occupation nazie
À la fin de l'année 1940, 440 000 Juifs roumains perdent leur citoyenneté roumaine parce qu'ils vivaient dans les territoires cédés par la Roumanie à l'Union soviétique, la Hongrie et la Bulgarie. À la fin de l'année 1941, les juifs devenus soviétiques tentent de fuir vers l'Est au moment de attaque allemande et roumaine contre l'URSS mais beaucoup sont rattrapés et tués soit par les Einsatzgruppen, soit par l'armée roumaine. Quant aux juifs transylvains cédés à la Hongrie, ils deviennent apatrides, bien que la plupart soient de langue hongroise : ils seront livrés en 1944 par les autorités hongroises au Troisième Reich et la plupart mourront assassinés dans les camps d'extermination nazis.
Dans ce qui reste de la Roumanie, occupée par la Wehrmacht depuis octobre 1940 à l'invitation du dictateur fasciste Ion Antonescu, c'est l'ambassadeur allemand Manfred von Killinger qui gouverne de facto. Le SS Gustav Richter et Radu Lecca, plénipotentiaire roumain pour les « affaires juives », n'ont donc aucun mal à obtenir d'Antonescu la création d'un conseil juif fantoche : la « Centrale des Juifs de Roumanie » (en roumain : Centrala Evreilor din România). Mais parallèlement la FUCER et son président Wilhelm Filderman continuent d'exercer clandestinement leurs activités, organisant des secours pour les Juifs déportés en Transnistrie et aidant l'organisation Aliya dirigée par Eugène Meissner et Samuel Leibovici à exfiltrer les Juifs roumains vers la Turquie (neutre), non sans devoir, pour cela, accepter d'être rançonnés par le régime fasciste,.

## Période post-fasciste
En août 1944, lorsque la Roumanie rejoint les Alliés, la FUCER est rétablie, mais le 6 mars 1945, alors que l'occupation soviétique remplace l'occupation allemande, les communistes prennent le pouvoir par un coup d'État, imposant leur dictature et leur idéologie, selon laquelle se revendiquer comme juif (et encore plus comme sioniste) relève du « nationalisme bourgeois » et du « cosmopolitisme ». Dans ce contexte, la FUCER est étroitement surveillée et son président Wilhelm Filderman, ancien camarade de classe du dictateur Ion Antonescu qui, en maintenant des relations avec ce dernier pendant la guerre, avait réussi à sauver des vies, est arrêté, et doit fuir le pays en 1948. En 1949, la FUCER a perdu toute autonomie et est devenue, comme toutes les autres organisations sociales, syndicales et culturelles du pays, une simple courroie de transmission du Parti communiste roumain sous le nom de FCER (en roumain : Federația Comunităților Evreiești din România, Fédération des communautés juives de Roumanie).

## Libération
Après la Libération de 1989, à l'issue d'une période de flottement et de discussions au cours de laquelle le grand rabbin de Bucarest, le Dr Moses Rosen, joue un rôle de médiateur, la FCER décide de garder ce nom, mais recouvre son indépendance politique. La nouvelle constitution démocratique roumaine prévoit la représentation d'office à la Chambre des députés de chacune des organisations reconnues des minorités du pays, sauf si celles-ci obtiennent déjà un représentant par leurs propres moyens (cas des seuls Hongrois, avec l'Union démocrate magyare de Roumanie). La FCER a donc un député au Parlement. Cela n'empêche pas la majorité des Juifs de Roumanie de s'affirmer « Roumains » plutôt que « Juifs » lors des recensements (qui sont déclaratifs), les épreuves du passé et la résurgence de certains extrémismes dans la démocratie, les ayant rendu prudents. De ce fait, selon le recensement de 2011, le pays ne compte plus que 3 271 Juifs alors qu'il en comptait 6 057 en 2002,, 8 955 en 1992, et que le dernier recensement communiste de 1977 n'en comptait déjà plus que 24 667 sur les 146 264 de 1956.

## Dirigeants[1]
- le Dr Sigmund Birman (1936-1940)
- le Dr W. Filderman (1940–1941; 1945–1947)
- le Dr Maximilian Popper (1948–1951)
- l'avocat Israel Bacalu (1951–1961)
- le grand rabbin Dr Moses Rosen (1964–1994)
- l'académicien Nicolae Cajal (1994–2004)
- l'avocat Iulian Sorin, par intérim (2004–2005)
- le Dr Aurel Vainer (2005-).

## Sources
1. 1 2 3  (ro) Federatia Comunitatilor Evreiesti din Romania, Prezentare generală, p. 1
2. ↑  Un exemple : Éva Heyman.
3. ↑  Raul Hilberg, La Destruction des Juifs d'Europe, Gallimard, collection Folio, 2006, TII, p. 1453-55 et p. 1411-68
4. ↑  (ro) Teodor Wexler, « Dr Wilhelm Filderman - un avocat pentru cauza națională a României », Magazin Istoric,‎ septembre 1996, p. 81-83.
5. ↑  (ro) « Tab14. Populaţia stabilă după etnie şi religie –  categorii de localităţi », sur Institutul Național de Statistică din România (consulté le 2 septembre 2015)
6. ↑  Republica Populară Romînă, Ghid general, Ed. pentru răspîndirea științei și culturii, Bucarest 1960, p. 94.